# 中華なると
中華なると（ちゅうかなると、生年月日不詳）は、日本の漫画家。男性。千葉県出身。主に成年向け漫画雑誌で活動。

## 来歴・人物
以前は別ペンネームで、1990年からゲーム雑誌の巻末漫画や、『ホビージャパン』でデザイン、イラスト、編集アシスタントをするなど、地道に活動。
1993年から、ペンネームを中華なるととし、『月刊パソコンパラダイス』でレビューライターを始める。
2000年には、双葉社『メンズアクション』での読み切り作品を皮切りに、エンジェル出版『ANGEL倶楽部』で成人向け漫画家活動も始める。
2008年からは執筆の場を電子書籍に移し、2009年には電子成年コミック『comicマグナム』（ジーオーティー）で連載、現在も活動中。
2010年から作品が実写化され始め、原作AV作品も数多い。作品内容は「オヤジが、清楚や勝気な女性を陥落させる」という「オヤジ調教責め」がメインとなっている。

## 作品リスト

### 単行本
成年向け
- 『粘液の檻』 2002年7月 エンジェル出版（エンジェルコミックス） ISBN 4-87306-144-X
- 『色嬢の楔』 2003年6月 エンジェル出版（エンジェルコミックス） ISBN 4-87306-168-7
- 『義父』 2004年6月14日[1] エンジェル出版（エンジェルコミックス） ISBN 4-87306-190-3
- 『洗脳学園』 2005年3月17日[2] エンジェル出版（エンジェルコミックス） ISBN 4-87306-208-X
- 『桃色ピンク』 2006年2月17日[3] エンジェル出版（エンジェルコミックス） ISBN 4-87306-234-9
- 『聖娼流転』 2007年4月 エンジェル出版（エンジェルコミックス） ISBN 978-4-87306-262-4
- 『女捜査官調教連鎖』 2008年3月17日[4] エンジェル出版（エンジェルコミックス） ISBN 978-4-87306-289-1
- 『祓いの麗香』 2009年2月 エンジェル出版（エンジェルコミックス） ISBN 978-4-87306-314-0
- 『女教師京子 ～快楽調教室～』 2010年3月25日[5] ジーオーティー（マグナム COMICS） ISBN 978-4-86084-738-8
- 『義父 ～百合子～』 2010年12月24日[6] ジーオーティー（マグナム COMICS） ISBN 978-4-86084-747-0
- 『隷従契約 ～美囚芸能オフィス～』 2011年12月22日 ジーオーティー（マグナム COMICS） ISBN 978-4-86084-758-6
- 『生徒会長 美月』 2012年12月22日[7] ジーオーティー（マグナム COMICS） ISBN 978-4-86084-878-1
- 『人妻雪絵 ～喉腰悦落園～』 2013年10月25日[8] ジーオーティー（マグナム COMICS） ISBN 978-4-86084-896-5
- 『令嬢麻衣子 ～旧家の秘宴～』 2014年10月25日[9] ジーオーティー（マグナム COMICS） ISBN 978-4-86084-929-0
- 『ピンク屈服』 2015年9月25日[10] ジーオーティー（マグナム COMICS） ISBN 978-4-86084-978-8
- 『義父 ～裕美の昼下がり～』 2016年8月30日[11] ジーオーティー（GOT COMICS） ISBN 978-4-86084-845-3
- 『女教師礼子 ～催淫調教室～』 2017年7月31日[12] ジーオーティー（GOT COMICS） ISBN 978-4-81480-040-7
- 『優等生美波 ～女教師礼子2～』 2018年8月25日[13] ジーオーティー（GOT COMICS） ISBN 978-4-81480-109-1
- 『美人社長友紀 ～蜜約の肉接待～』 2019年6月25日[14] ジーオーティー（GOT COMICS） ISBN 978-4-81480-189-3
- 『魔叔父』 2020年7月31日[15] ジーオーティー（GOT COMICS） ISBN 978-4-82360-067-8